# When in Sodom
When in Sodom è un EP del gruppo musicale svedese di genere metal degli Entombed, pubblicato il 6 giugno 2006.

## Tracce
1. When in Sodom – 5:22
2. Carnage – 5:21
3. Thou Shalt Kill – 3:17
4. Heresy – 5:22
5. Amen – 4:23